# Helligvær
Helligvær est un village de pêcheurs de l'archipel de Helligvær du comté de Nordland, en Norvège.

## Géographie
Administrativement, Helligvær fait partie de la kommune de Bodø.